# المتحف الإسلامي (القدس)

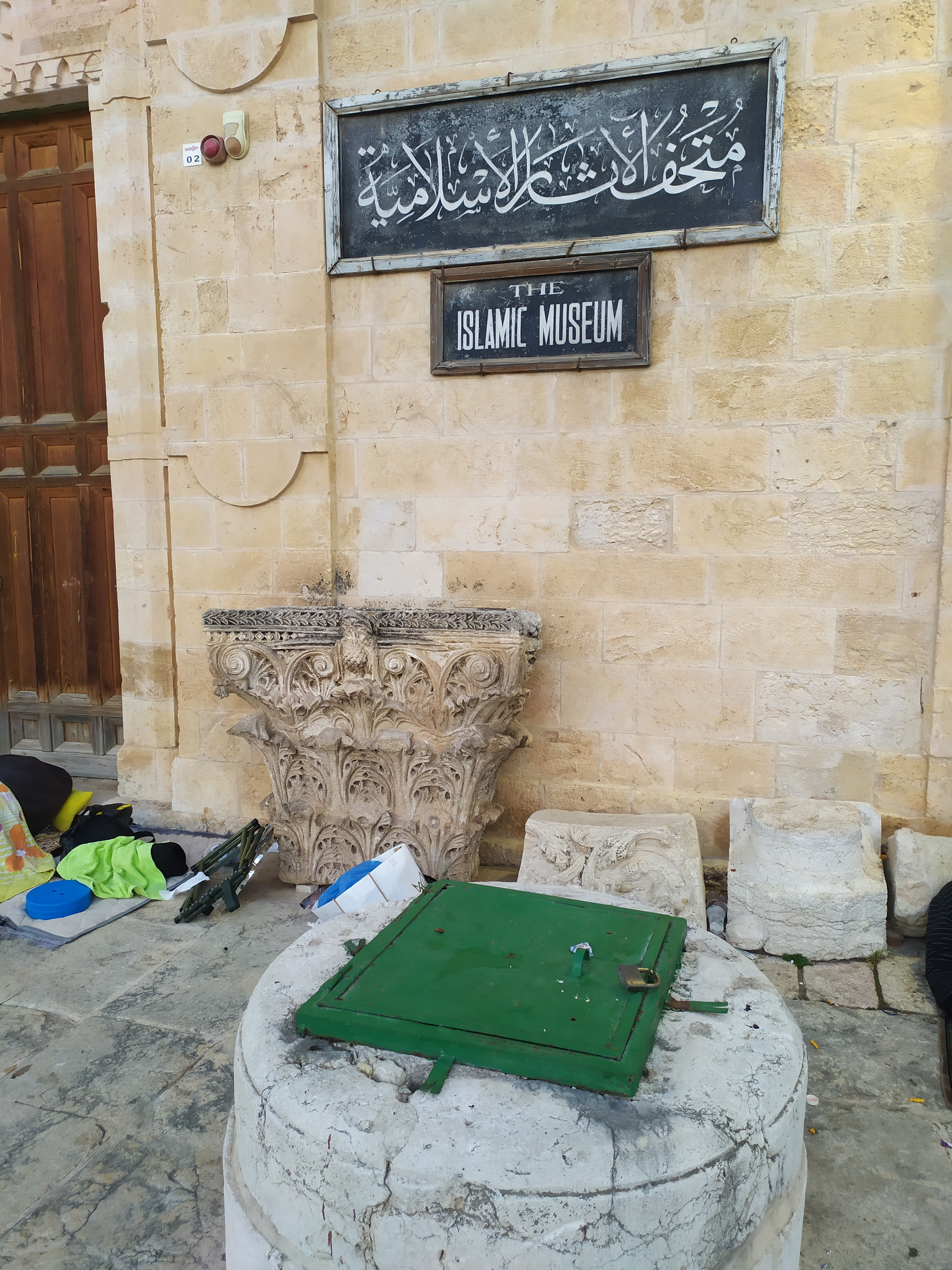
متحف الآثار الإسلامية في المسجد الأقصى المبارك في القدس

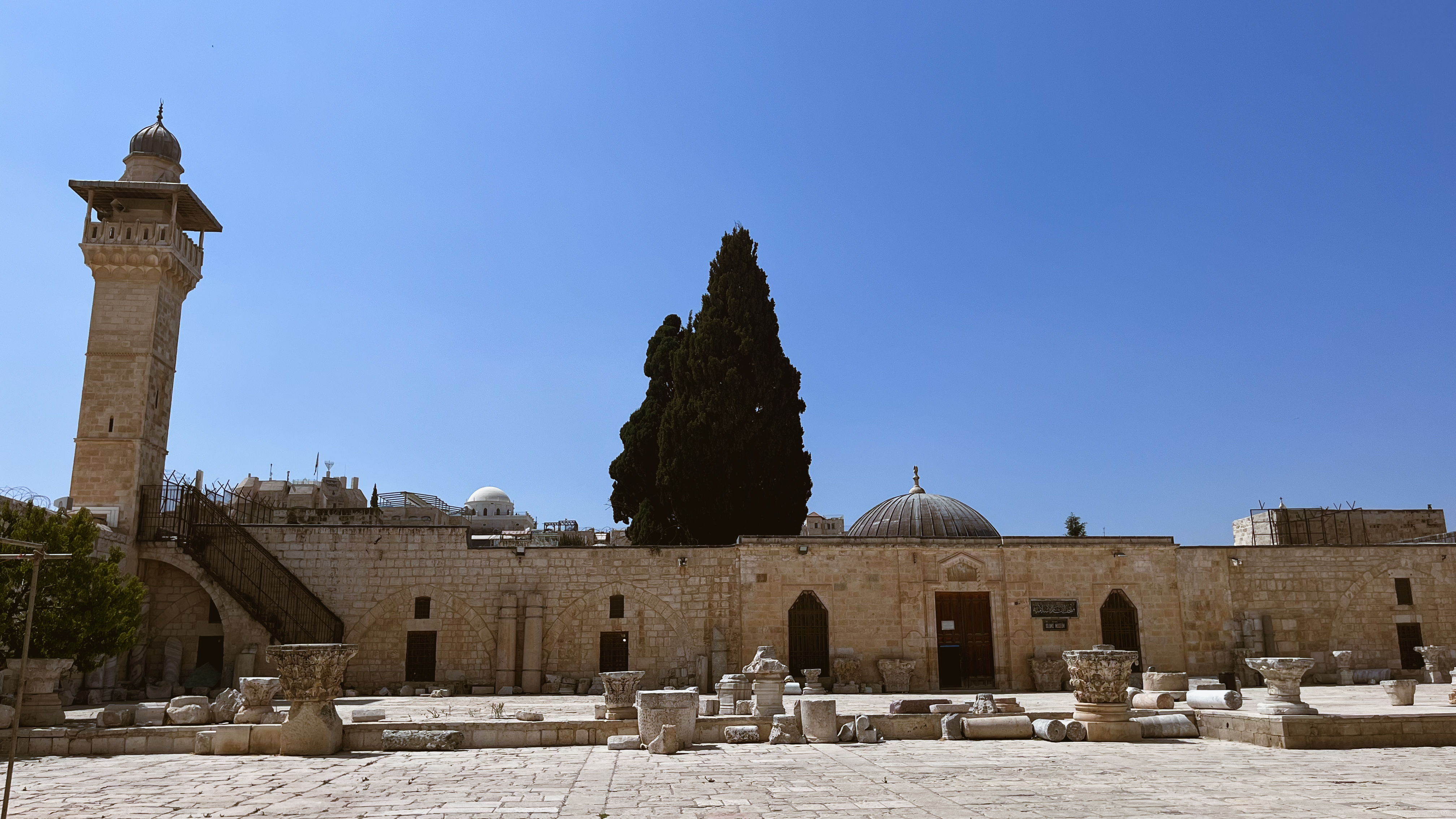
صورة تظهر المتحف الإسلامي من الخارج في داخل ساحات المسجد الأقصى.

متحف الآثار الإسلامية متحف يعود للفترة الأيوبية، يقع في الزاوية الجنوبية الغربية من المسجد الأقصى. يحتوي المتحف على معروضات من عشرة حقب من التاريخ الإسلامي، وهو من أشهر المتاحف التاريخية والأثرية.
بالأصل، كان المتحف الإسلامي قاعة تابعة لمدرسة فخر الدين محمد المجاورة، بناها المنصور قلاوون أثناء الحكم المملوكي لفلسطين عام 1282. بني المتحف الحديث بأمر من المجلس الإسلامي الأعلى عام 1923، وكان مقره في الرباط المنصوري، وفيما بعد تم نقله عام 1929 إلى الجهة الجنوبية الغربية، حيث يقع جامع المغاربة. حيث كانت شادية يوسف طوقان المخططة الرئيسية للمشروع. مدير المتحف الحالي هو خضر سلامة.

## وصف المتحف
يقع المتحف في بناء أثري يتكون من قاعتين رئيسيتين:
- القاعة الأولى: جامع المغاربة قديماً والذي كان مصلى لأتباع المذهب المالكي
- القاعة الثانية: جزء من مصلى النساء، وكان رواقا أيام الدولة الفاطمية، وبعد التحرير الأيوبي كان مكانة لصلاة النساء فقط. ويضم مكتبة المسجد الأقصى.
- الزاوية الفخرية التي تعود لعهد المماليك وتضم جزءا من مكاتب وإإدارة المتحف.[3]

## المعروضات
1- الأواني النحاسية: يحتوي المتحف الإسلامي على عدد كبير من أواني الحساء النحاسية التي كانت تستخدمها زوجة السلطان العثماني سليمان القانوني.
2- الزجاج والحشوات الخشبية: كما يزين المتحف الزجاج المزخرف والألواح الخشبية وبلاط فخاري وباب أمامي فولاذي كلها من عام 1564 خلال حكم سليمان القانوني.
3- مدفع رمضان: ومن ضمن المعروضات أيضا مدفع لإعلان الإفطار في رمضان
4- الأسلحة: كما يضم المعرض مجموعة كبيرة من الأسلحة
5- الفخار: تعود الجرار الفخاريّة بحجميها الكبير والصغير إلى فترات إسلاميّة مختلفة تعاقبت على فلسطين، وكانت تستخدم لحفظ الماء وتخزين الزيت.
6- الوثائق والمخطوطات: تضم مقتنيات المتحف الاسلامي مجموعة وثائق مملوكية تعود الى اوائل القرن الرابع عشر، يبلغ عددها حوالي الف وثيقة بحالة جيدة، جلها كتب باللغة العربية وقله لا تزيد عن ثلاثين وثيقة كتبت باللغة الفارسية.
بالإضافة إلى جذع شجرة كبيرة وبقايا منبر بناه نور الدين في حوالي عام 1170 ودمره سائح أسترالي عام 1969، ويضم تحف اخرى متفرقة من النسيج والقماش بعضها من كسوة الكعبة، وقطع منوعة من السلاح والنقود الاسلامية.كما يحتوي على ملابس ملطخة بالدماء للفلسطينيين ال17 الذين قتلوا في الحرم الشريف عام 1990.

## المصاحف
يحتفظ المتحف بعدد كبير من المصاحف المهداة إلى المسجد الأقصى عبر الحقب الإسلامية المتتالية (الأموية، العباسية، الفاطمية، الأيوبية، المملوكية، والعثمانية) بواسطة أفراد مسلمين وخلفاء وسلاطين وأمراء وعلماء وغيرهم. وقد كُتبت بخطوط منوعة، منها الخط الكوفي والمغربي والنسخي والثلث والخط الفارسي. لكل من المصاحف حجم وخط وزخرفة. يحتوي المتحف على 600 نسخة من القرآن. من أبرزها ربعة السلطان سليمان القانوني، وربعة السلطان العثماني بايزيد، ومصحف السلطان المملوكي برسباي الضخم الحجم ومصحف مكتوب بخط اليد لمن يعتقد بأنه حفيد حفيد النبي محمد.
من النسخ القرآنية الشهيرة الأخرى واحدة مكتوبة بالخط الكوفي من القرن الثامن أو التاسع، والربعة المغربية المؤلفة من ثلاثين جزءا، والتي أهداها سلطان المغرب أبو الحسن الماريني في أوائل القرن الثالث عشر. الأخير هو المخطوطة الوحيدة المتبقية من المخطوطات الثلاثة التي أرسلها السلطان إلى مكة المكرمة والمدينة المنورة والقدس الشريف. هناك أيضا مصحف كبير طوله متر واحد وعرضه 90 سنتمترا من القرن الرابع عشر.

## معرض صور

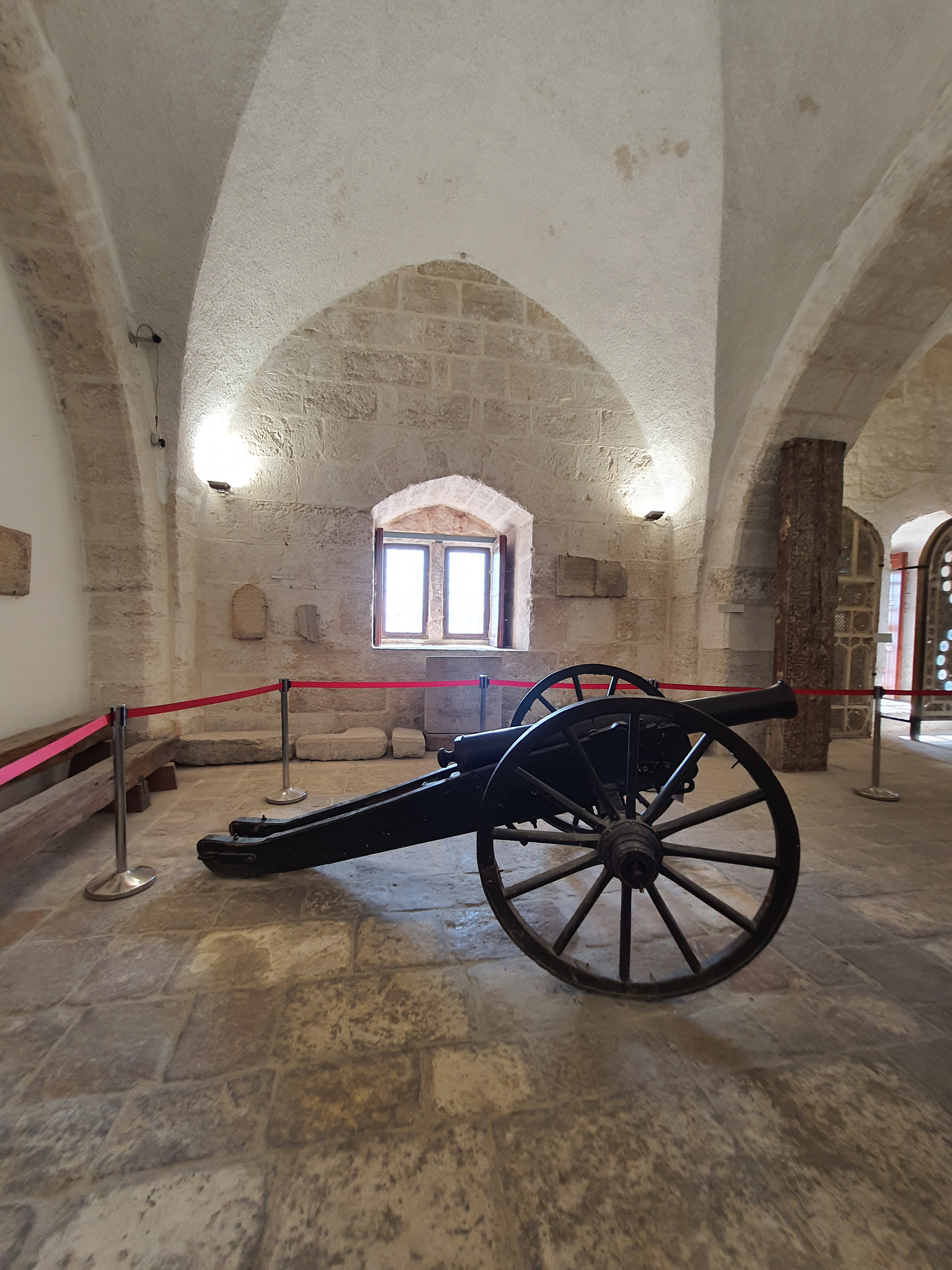
مدفع رمضان كان يطلق إيذانا بدخول وقت الإمساك او وقت الإفطار في شهر رمضان المبارك ويعود تاريخه للفترة العثمانية ( القرن ال 19 م.) وقد أحضر الى المتحف من مقبرة باب الساهرة حيث كان موجودا هناك حتى عام 1945م
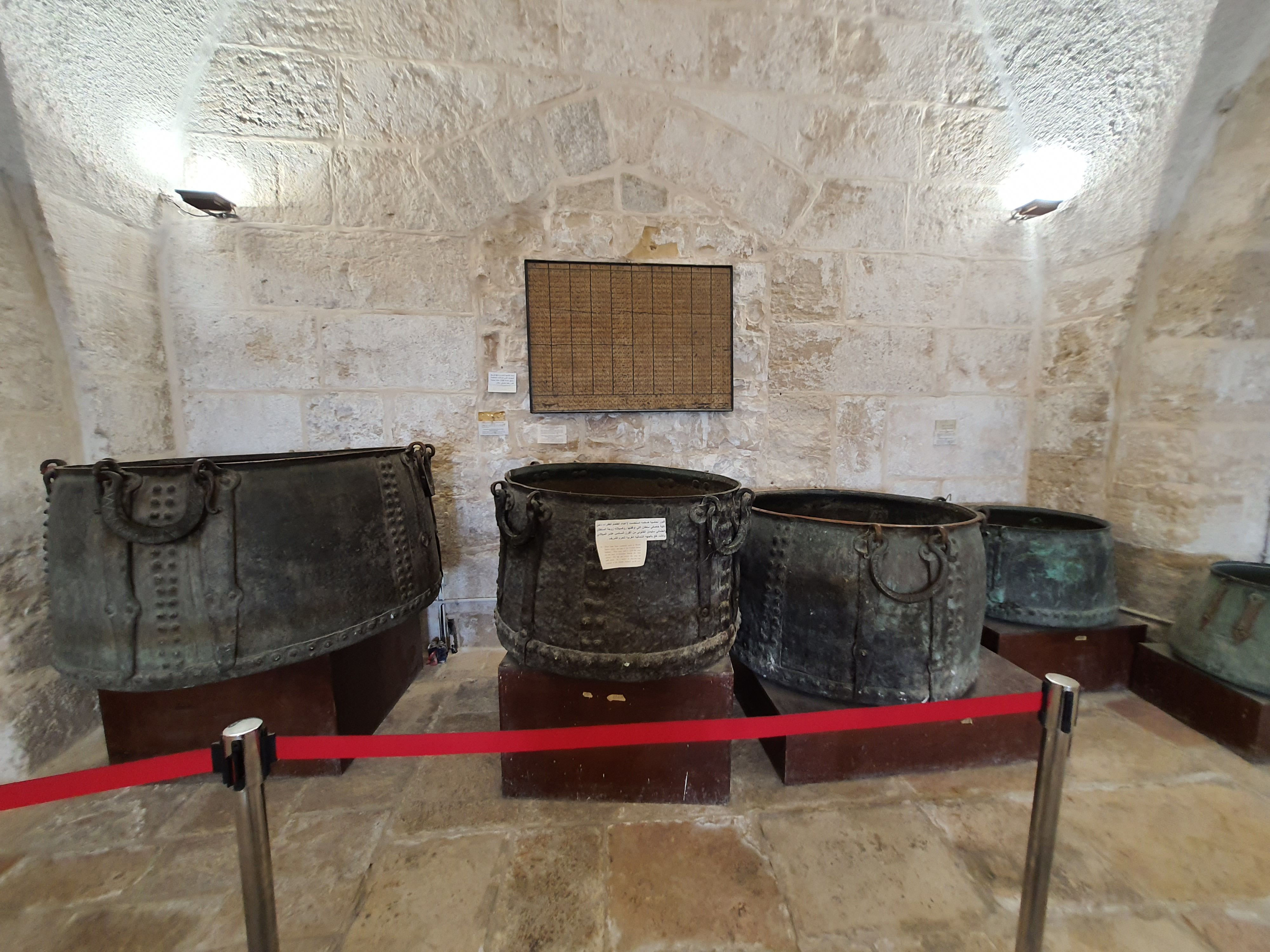
قدور نحاسيه ضخمه استخدمت لإعداد الطعام للفقراء داخل تكية خاصكي سلطان التي اوقفتها روكسيلانه زوجة السلطان العثماني سليمان القانوني من القرن السادس عشر الميلادي وكانت تقع بالجهه الشماليه الغربيه للحرم الشريف .
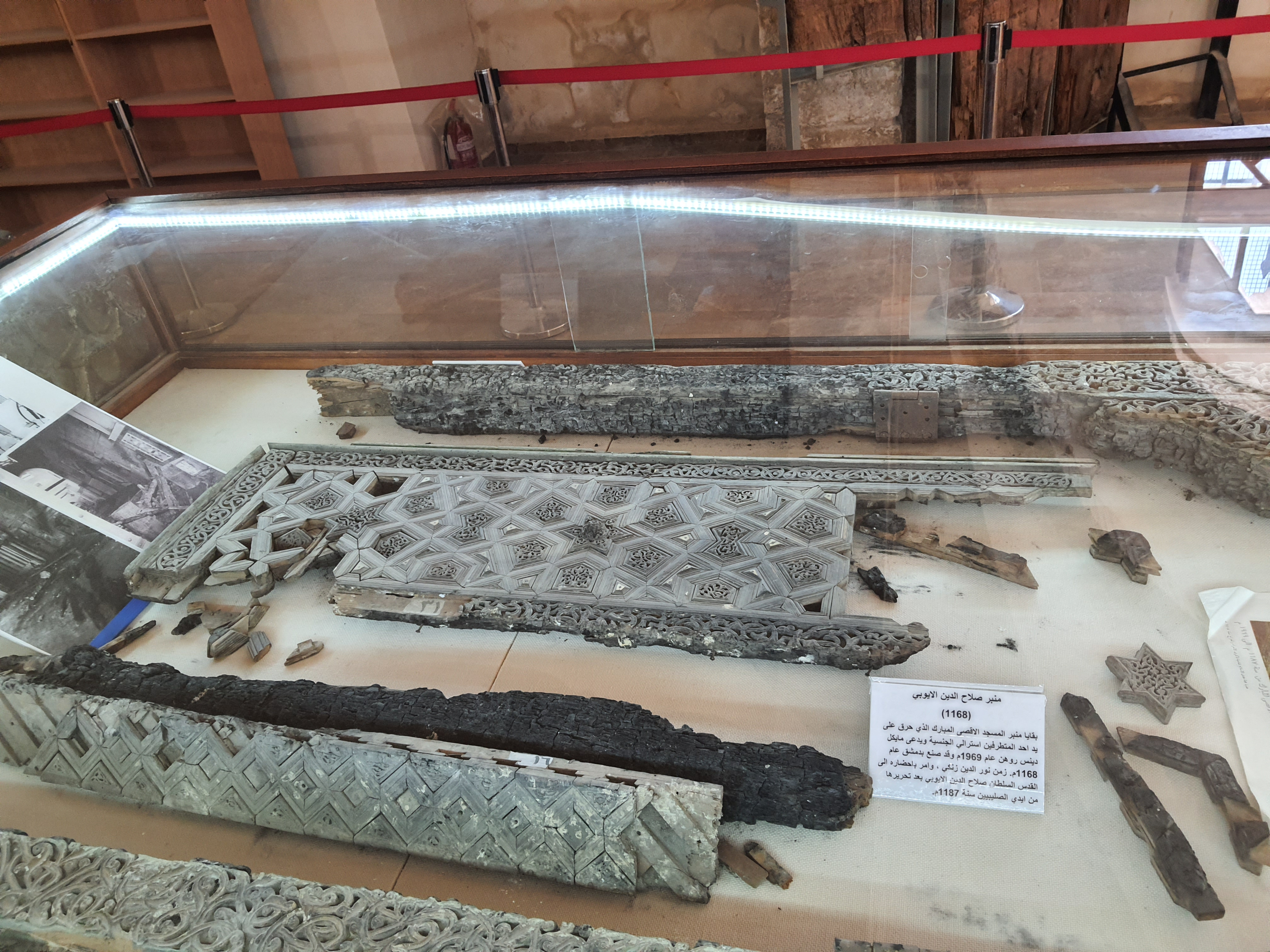
بقايا من منبر صلاح الدين الأيوبي الذي أمر نور الدين زنكي ببنائه، وكان قد تعرض للحرق والتدمير
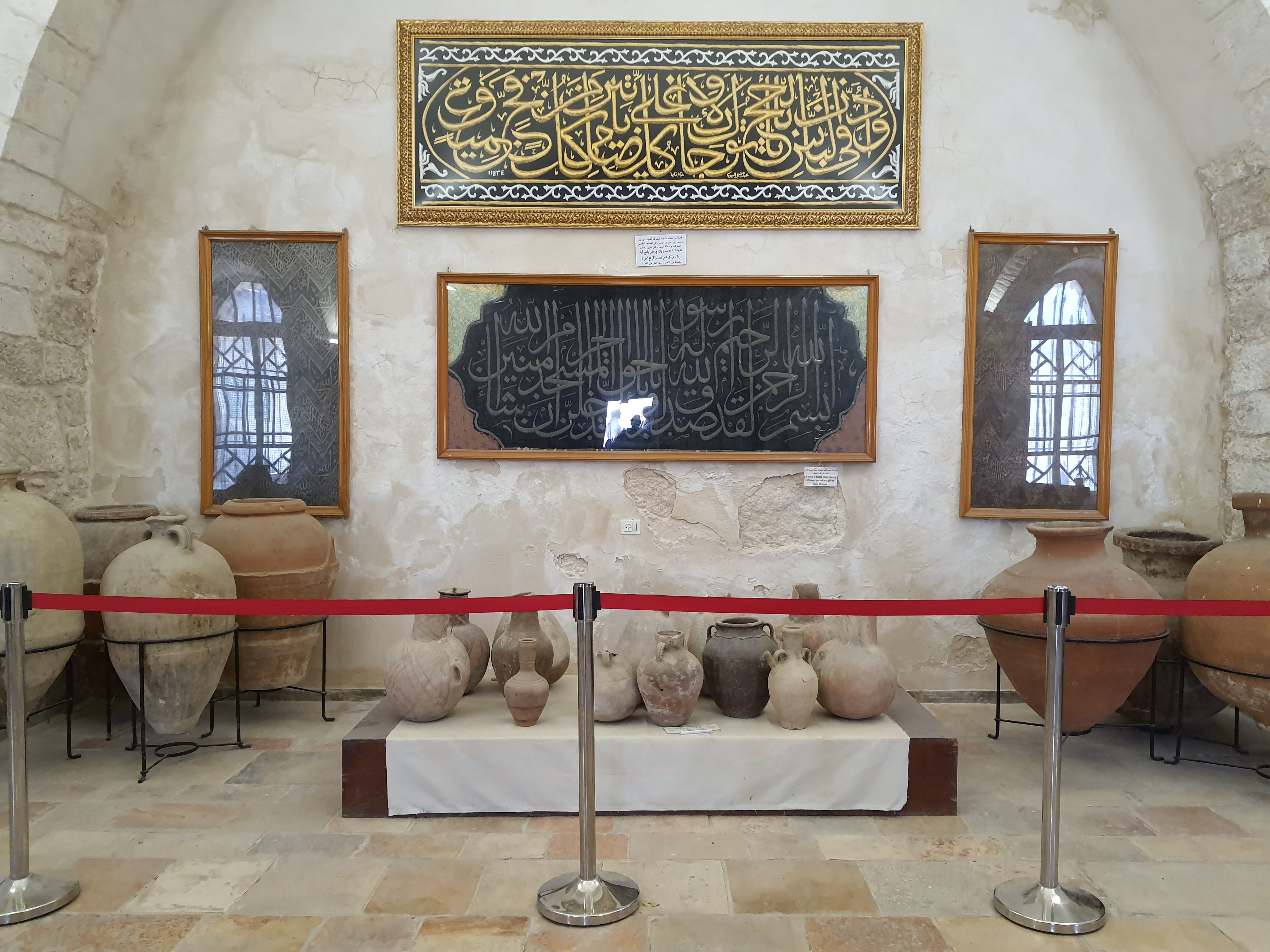
معروضات فخارية في متحف الآثار الإسلامية في المسجد الأقصى تعود لفترات زمنية مختلفة أيام الدولة المملوكية والعثمانية
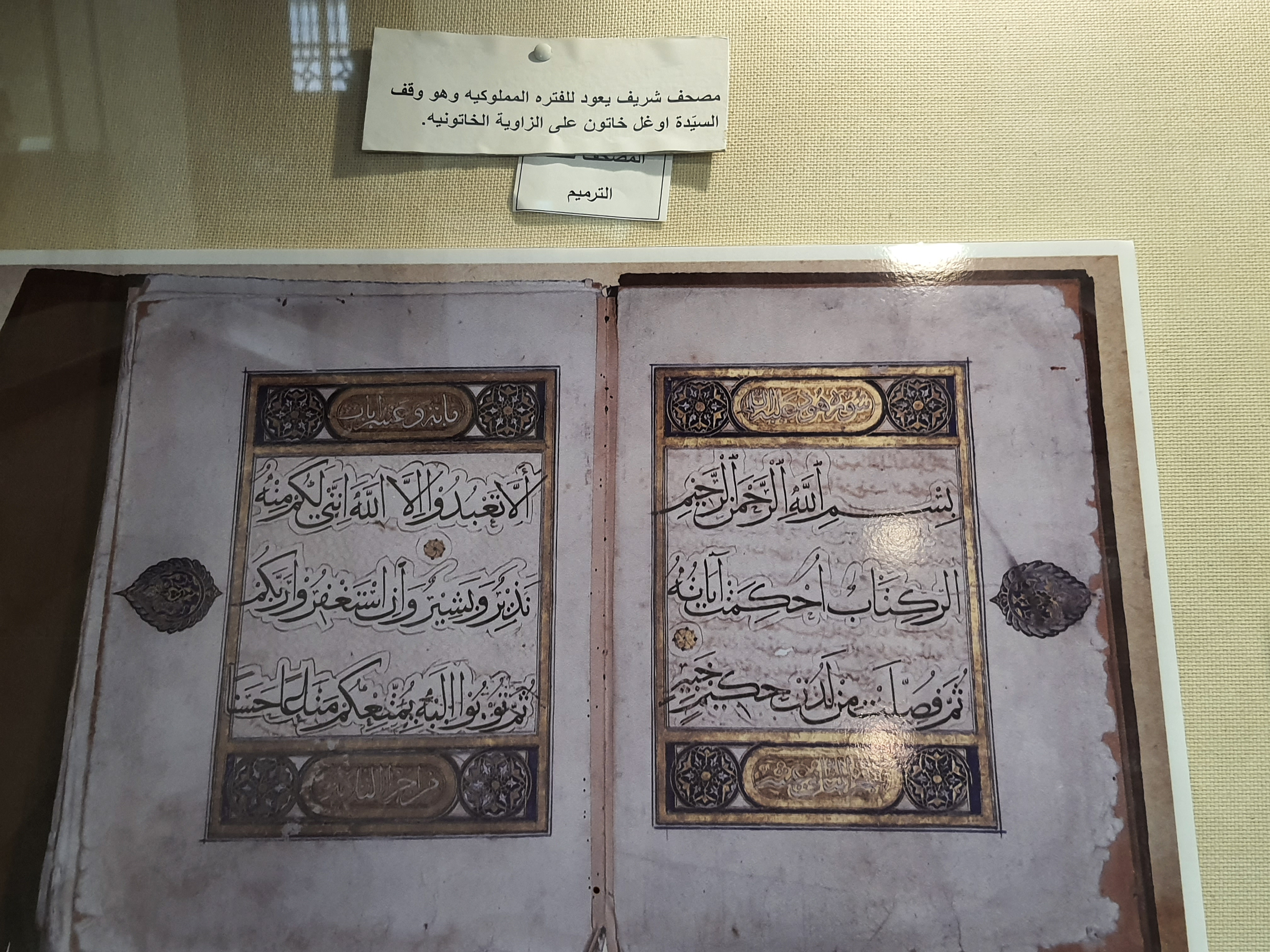
مصحف معروض في متحف الآثار الإسلامية في المسجد الأقصى يعود للفترة المملوكية وهو وقف السيدة أوغل خاتون
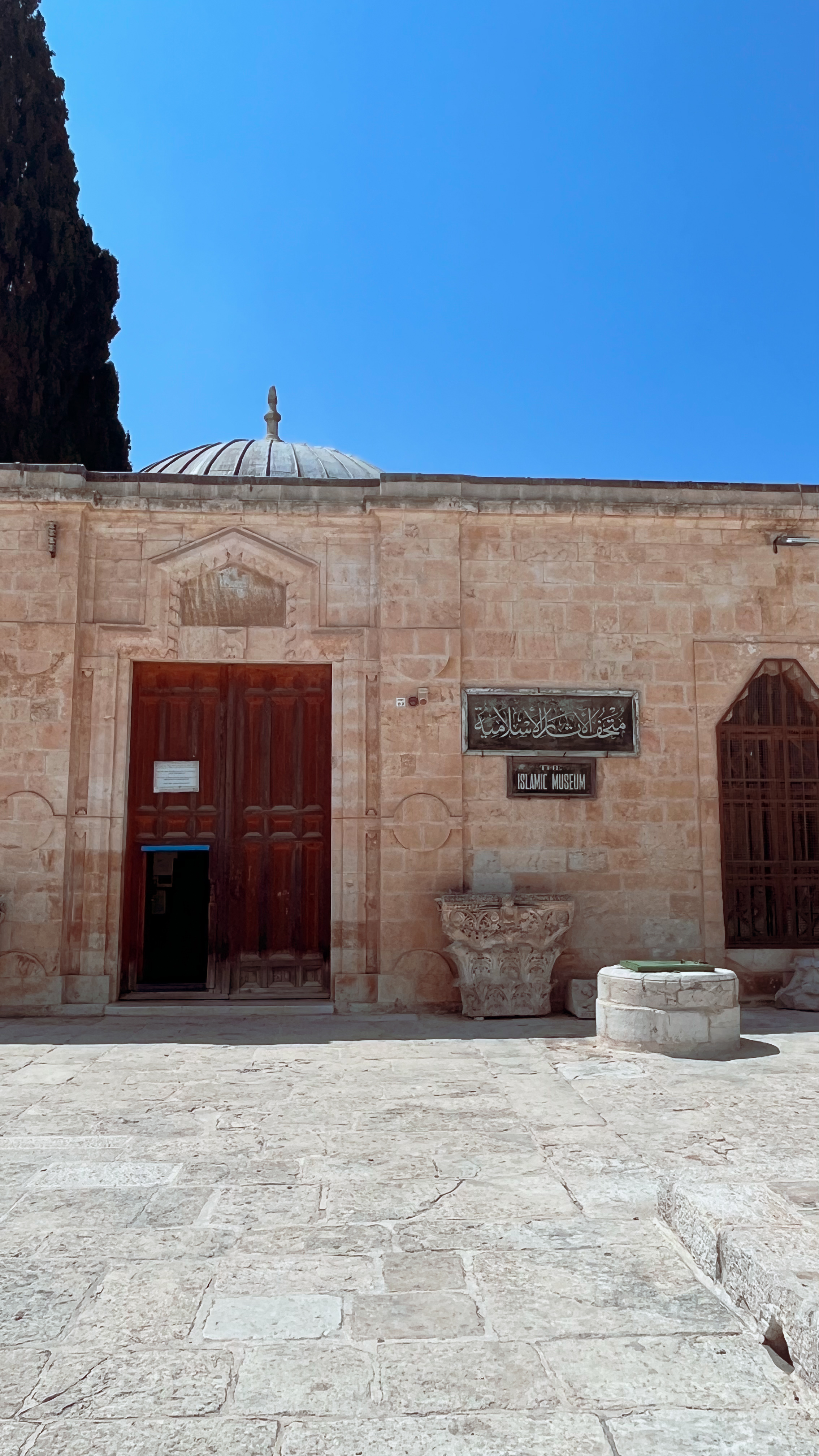
صورة لباب المتحف
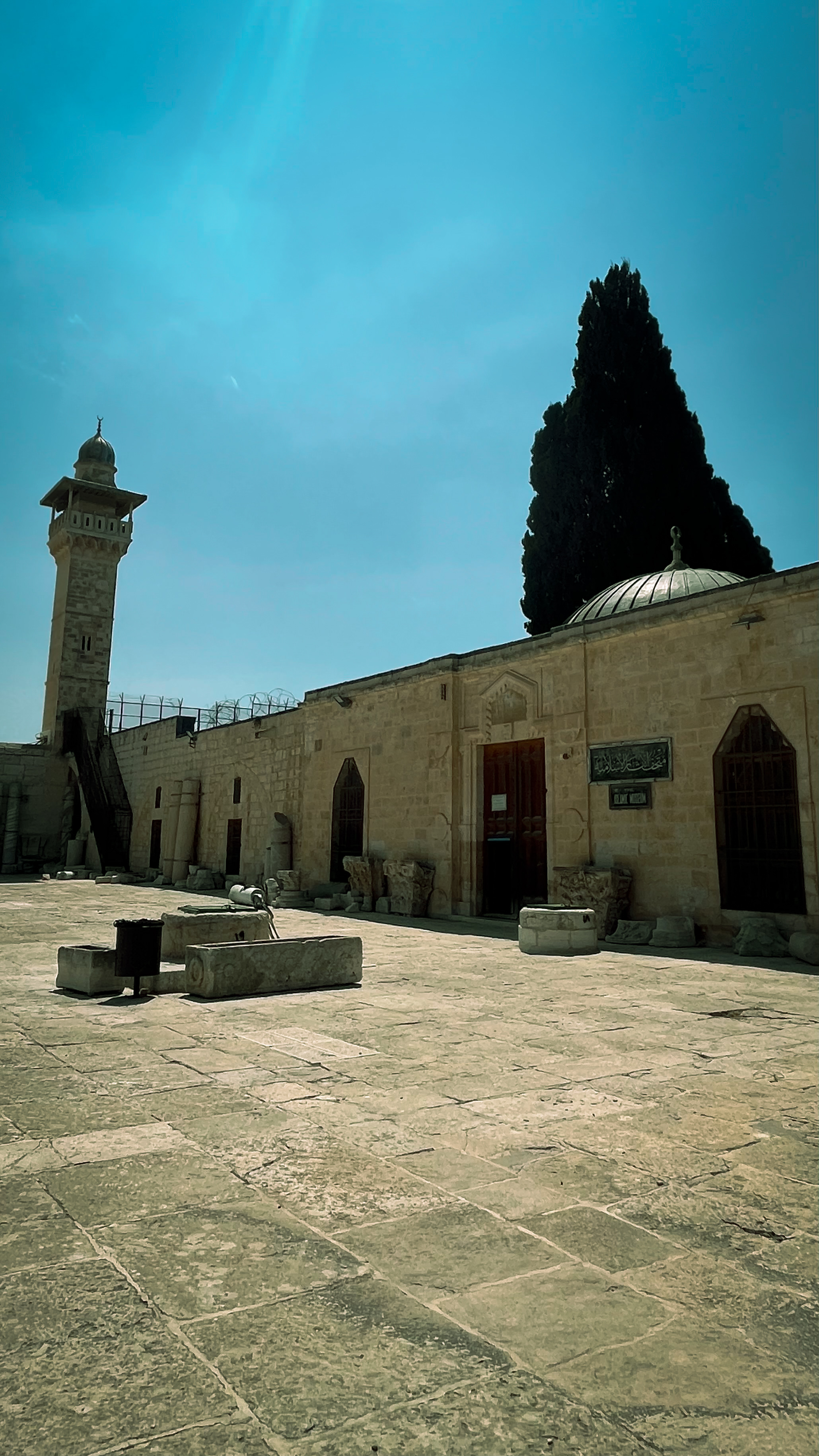
صورة للمتحف أخِذَت في سبتمبر/أيلول 2024.

## انظر ايضا
العمارة المملوكية في القدس

## مواقع خارجية
- الأقصى أون لاين